# Weinkirche Jetzelsdorf

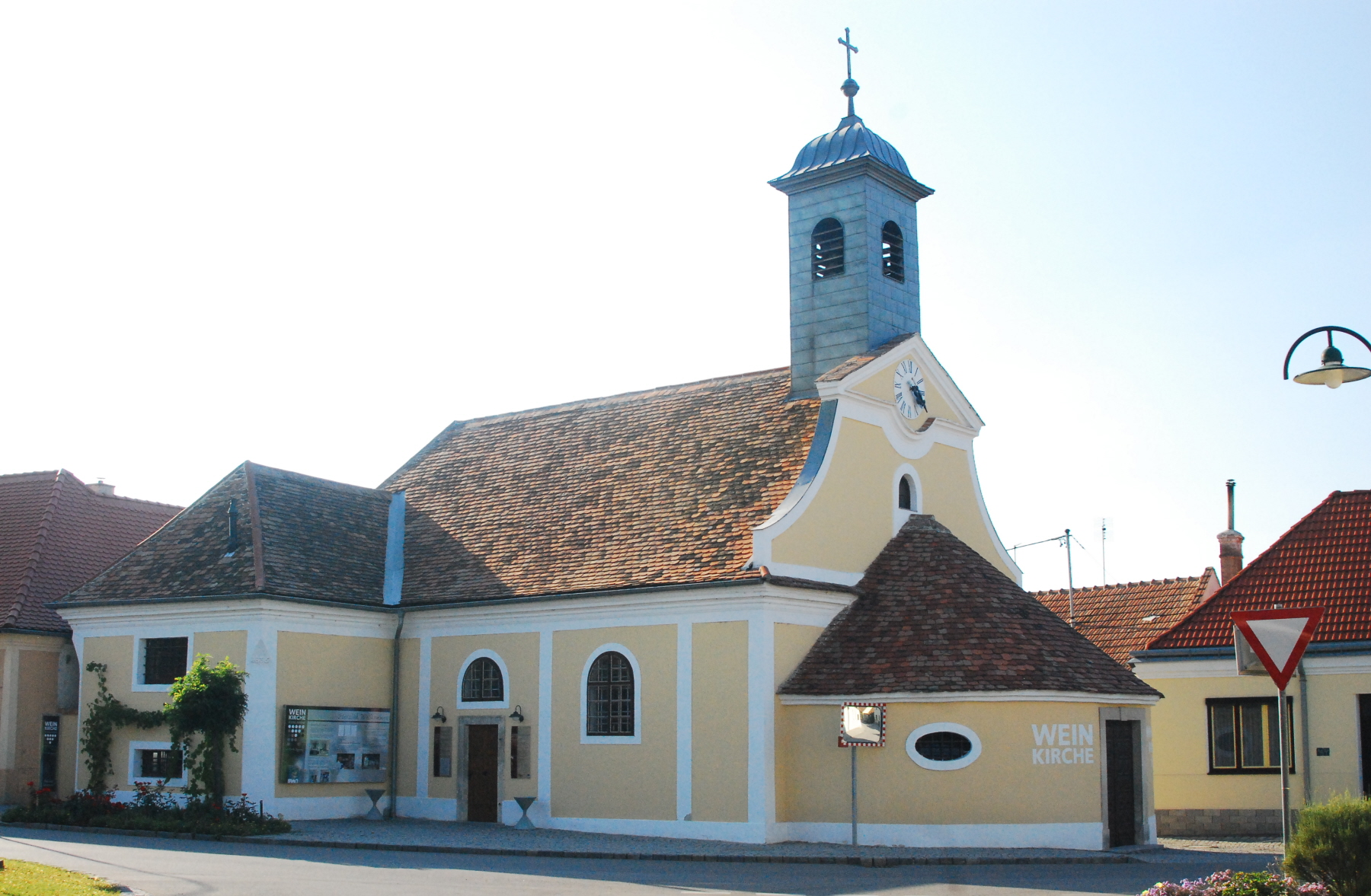
Profanierte Pfarrkirche hl. Maria in Jetzelsdorf

Die Weinkirche Jetzelsdorf  ist die profanierte, ehemalige römisch-katholische Pfarrkirche der Ortschaft Jetzelsdorf in der Gemeinde Haugsdorf im Bezirk Hollabrunn in Niederösterreich. Sie war der heiligsten Maria geweiht und wird heute als Veranstaltungssaal und Vinothek genutzt. Das Bauwerk steht unter Denkmalschutz (Listeneintrag).

## Lagebeschreibung
Die Weinkirche steht im Ortszentrum von Jetzelsdorf und ist in die Häuserflucht eingebettet.

## Geschichte
Die Pfarre Jetzelsdorf ist eine josephinische Pfarrgründung. Sie wurde 1784 von der Pfarre Pfaffendorf losgelöst und ist seither dem Stift Göttweig inkorporiert. Nach Gründung der Pfarre wurde anstelle einer kleinen Kapelle die alte Pfarrkirche errichtet. Als die alte Kirche zu klein wurde, wurde die neue Pfarrkirche in den Jahren 1975 und 1976 von Hans Hoffmann errichtet. Nach Fertigstellung und Weihe der neuen Kirche wurde die alte Kirche 1976 profaniert. Zunächst stand sie leer und war dem Verfall preisgegeben. Da sie, an der Bundesstraße gelegen, lange Zeit als Verkehrshindernis gesehen wurde, hätte sie abgerissen werden sollen. Mit der Errichtung einer Umfahrung von Jetzelsdorf in den 1990er Jahren wurde die ehemalige Kirche von der Bevölkerung renoviert. Seither wird sie als „Weinkirche“ bezeichnet und als Vinothek und Veranstaltungsort genutzt.

## Architektur

### Kirchenäußeres
Die Kirche ist ein lisenengegliederter Bau, der gewestet ist. Der schlicht gehaltene Bau hat ein abgewalmtes dach sowie rundbogige Fenster mit Steckgittern auf. Über der westlichen Fassade ist ein profilierter Dreiecksgiebel mit barockem Zifferblatt und Dachreiter mit Haube. Der Westfassade ist ein Portalvorbau vorgestellt, der ein halbes Kegeldach sowie querovale Fenster hat. Die Türe ist kassettiert. Der südliche ehemalige Sakristeianbau stammt aus dem Jahr 1835.

### Kircheninneres
Die Decke ist flach über einem profilierten Gesims. Der Chor ist flachbogig.